# Floresta (Cascavel)
Floresta é um bairro de Cascavel, localizado na Região norte da cidade.
É o bairro mais populoso de Cascavel.